# Каргарка рудоголова
Карга́рка рудоголова (Chloephaga rubidiceps) — вид гусеподібних птахів родини качкових (Anatidae). Мешкає в Південній Америці.

## Опис

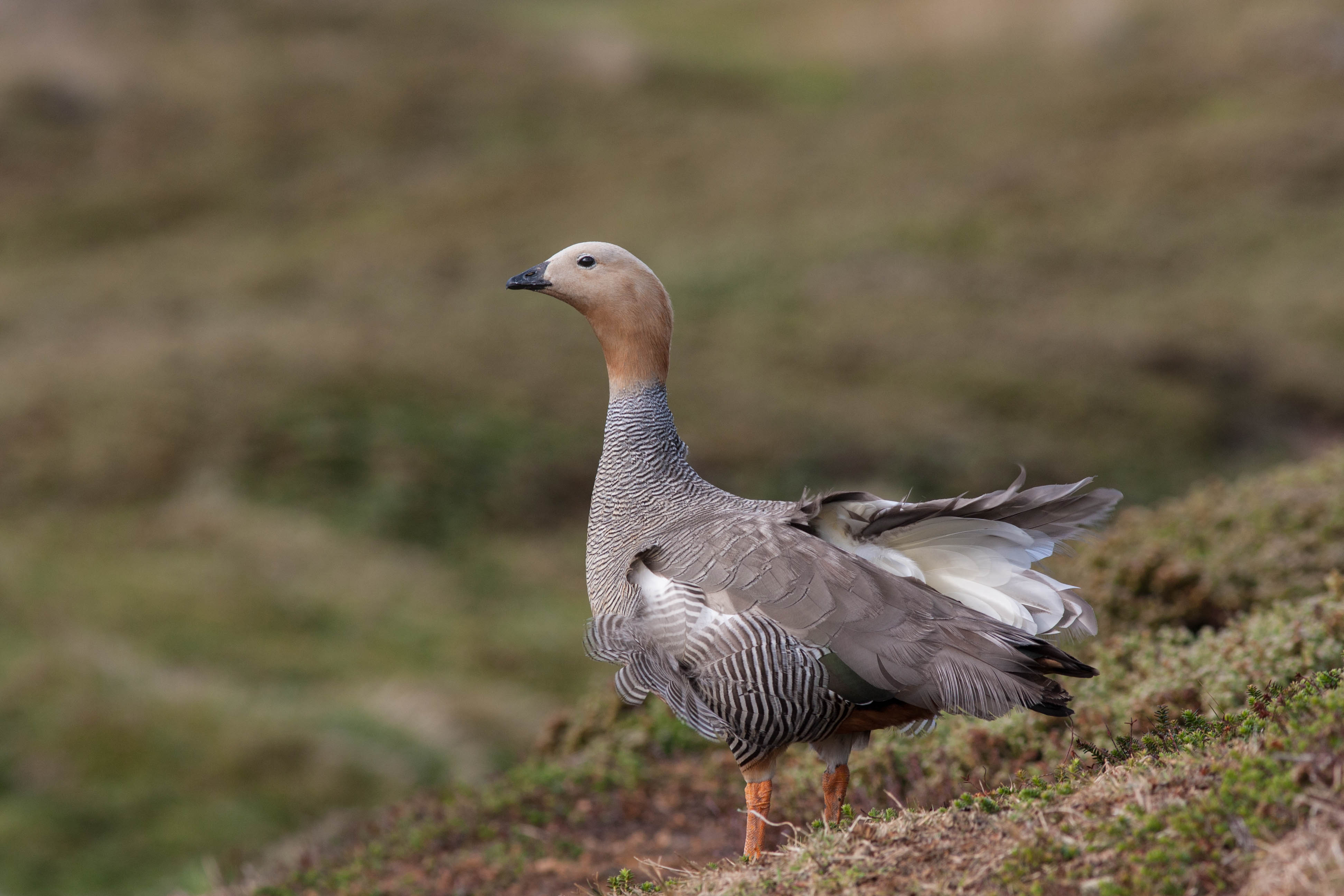
Рудоголова каргарка

Довжина птаха становить 45-52,5 см, самці важать 1,65-2,02 кг, самиці 1,2-1,5 кг. Голова і шия рудувато-коричневі, спина, груди і боки сірувато-охристі, поцятковані коричневими смугами, живіт коричневий, хвіст чорний, Крила зверху чорні, знизу сіро-чорно-білі. Дзьоб чорний, лапи оперені з чорними плямаками. Молоді птахи мають подібне, однак більш тьмяне забарвлення.

## Поширення і екологія
Рудоголові каргарки гніздяться на Вогняній Землі та на крайньому півдні Чилі і Аргентини, а також на Фолклендських островах. Континентальні популяції взимку мігрують на північ вздовж узбережжя, досягаючи провінції Буенос-Айрес, фолкеклендські популяції є осілими. Рудоголові каргарки живуть на відкритих луках і на водно-болотних угіддях, зокрема на берегах озер.
Рудоголові каргарки живляться корінням, листям, стеблами і насінням трав і осоки, а також ягодами. Сезон розмноження на Фолклендах у них починається у вересні, на континенті в середині жовтня. Птахи гніздяться поодинці або невеликими розрідженими групами. Гніздо розміщується у високій траві або серед валунів, встелюється пухом. В кладці від 3 до 8 яєць. Інкубаційний період триває приблизно 30 днів.

## Збереження
МСОП загалом класифікує цей вид як такий, що не потребує особливих заходів зі збереження. Загальна популяція рудоголових каргарок становить від 43 до 86 тисяч птахів, однак більшість з них мешкає на Фолклендських островах, тоді як континентальні популяції перебувають під загрозою зникнення. Їм загрожує знищення природного середовища та хижацтво з боку сірих зорро і річкових візонів.